# Popularnost Wikipedije
Wikipedija od svoje pojave na Internetu 2004. postala je fenomen u načinu diseminiranja znanja i razvoju enciklopedije u svijetu. Svojim otvorenim modelom suradnje, razbijanjem elitizma i zatvorenog kruga suradnje kakvim su karakterizirane mnoge enciklopedije, Wikipedija je uspjela preko svog kooperativnog modela pretvoriti se u jednu od najvećih enciklopedija na svijetu. Trenutno (2022.) Wikipedija na engleskom jeziku sadrži 6,5 milijuna članaka, dok recimo Wikipedija na hrvatskom jeziku sadrži preko 211.900 članaka, i jedna i druga veće su od bilo koje zatvorene enciklopedije na ova dva navedena jezika. I za druge svjetske jezike, situacija je slična. Zbog svog otvorenog pristupa, nenaplaćivanja pristupa informacijama, i mogućnosti korištenja većine sadržaja uz jedinu obavezu da se navede izvor omogućilo je mnogim njenim korisnicima pristup izvoru informacija i sadržaja koji je lako i brzo upotrebljiv, tako da mnogi novinari, radnici, učitelji i studenti rado koriste informacije i ostale sadržaje koje se nalaze na poslužiteljima raznih Wikipedijinih projekata. Svojom demokratizacijom znanja Wikipedija je uspjela osnažiti mnoge, osobito osobe koje istražuju i rabe informacije svaki dan na svojem poslu i studijima.Arhivirana kopija (PDF). Inačica izvorne stranice (PDF) arhivirana 16. veljače 2015. Pristupljeno 15. veljače 2015. journal zahtijeva |journal= (pomoć)CS1 održavanje: arhivirana kopija u naslovu (link)
,

## Popularnost Wikipedije
Wikipedijina popularnost odnosno popularnost domene wikipedia.org trenutno (2022.) rangirana je kao sedma najposjećenija domena na internetu.
Procjena mjesečnih posjeta na stranicama s domenom koja završava s wikipedia.org približna je jednoj milijardi, i ovaj broj se nije u mnogome promijenio u zadnjih 6 mjeseci Procjena broja mjesečnih posjeta domeni wikipedia.org (engl.)

### Evolucija Wikipedije
Arhivirana inačica izvorne stranice od 17. veljače 2015. (Wayback Machine) Almeida, Mozafari, Cho, On the Evolution of Wikipedia (O evoluciji Wikipedije), CWSM’2007 Boulder, Colorado, USA (pristup 17. veljače 2015)

## Popularnost pojedinih članaka
http://www-users.cs.umn.edu/~halfak/publications/The_Rise_and_Decline/